# Chi tocca muore - La breve delirante vita di John Belushi
Chi tocca muore - la breve delirante vita di John Belushi è un libro scritto dal giornalista statunitense Bob Woodward, nel 1984, ed edito in Italia da Frassinelli l'anno successivo. Il titolo originale è Wired.

## Contenuto
Il libro nasce nell'estate del 1982, per iniziativa di Judy Jacklin Belushi, pochi mesi dopo la morte di suo marito John Belushi, attore e cantante statunitense famoso a cavallo tra gli anni 70 e 80 soprattutto per avere impersonato Jake Blues nel capolavoro The Blues Brothers. La narrazione parte dal 6 luglio 1979, quando Belushi era a Chicago con John Landis sul set del film, e si chiude il 5 marzo 1982, giorno in cui l'artista viene rinvenuto morto nella sua casa californiana a causa di uno speedball, mix di cocaina ed eroina.
Il giornalista si servì, per la stesura dell'opera, di ben 217 intervistati (citati in appendice all'opera) tra parenti, amici, colleghi e collaboratori di Belushi.